# Chiesa di Sant'Angelo (Deruta)
L'ex chiesa di Sant'Angelo si trova a Deruta e si affaccia su una piccola piazza poco oltre porta Sant'Angelo. Oggi è adibita ad abitazione privata.

## Storia
Era questa la pievania del paese, dove era stato collocato il fonte battesimale, un tempo presente nella Chiesa di San Giovanni di Cerviano, collocata fuori le mura urbiche e di scomodo accesso.
Si ignora l'origine di questa chiesa, citata per la prima volta nel XII secolo in un diploma dell'imperatore Federico Barbarossa che ne conferma il possesso al monastero di San Pietro in Perugia. Nel 1387 quando si forma il censo di tutte le chiese soggette al monastero, Sant'Angelo, il cui titolo originario era sicuramente quello di San Michele Arcangelo, è tassata per quattro soldi all'anno, imposizione confermata da papa Eugenio IV nel 1445.
Nell'anno 1500 viene creato il catasto dei suoi beni. Più volte si trovò in lite con la chiesa di San Francesco per problemi riguardanti l'organizzazione di cerimonie e soprattutto la precedenza delle processioni in certe particolari ricorrenze.
Prima della sua sconsacrazione, avvenuta intorno al 1952, la chiesa era sede della Compagnia del Rosario o della Morte lì trasferita dopo la demolizione della sede presso il moderno campanile di San Francesco. Una volta demolito il campanile a vela, in seguito alla vendita dell'edificio, le due campane del XVII secolo furono trasferite nella cella campanaria del campanile trecentesco della Chiesa di San Francesco.

## Architettura
L'interno, con copertura a volta, accoglieva un tempo due altari barocchi, il maggiore dei quali presentava una tela raffigurante san Michele Arcangelo, copia da Guido Reni (ora nel magazzino della pinacoteca), e il minore raffigurante santa Caterina d'Alessandria.
La facciata di sobrie linee romanico-gotiche era un tempo sormontata da un piccolo campanile a vela oggi demolito.

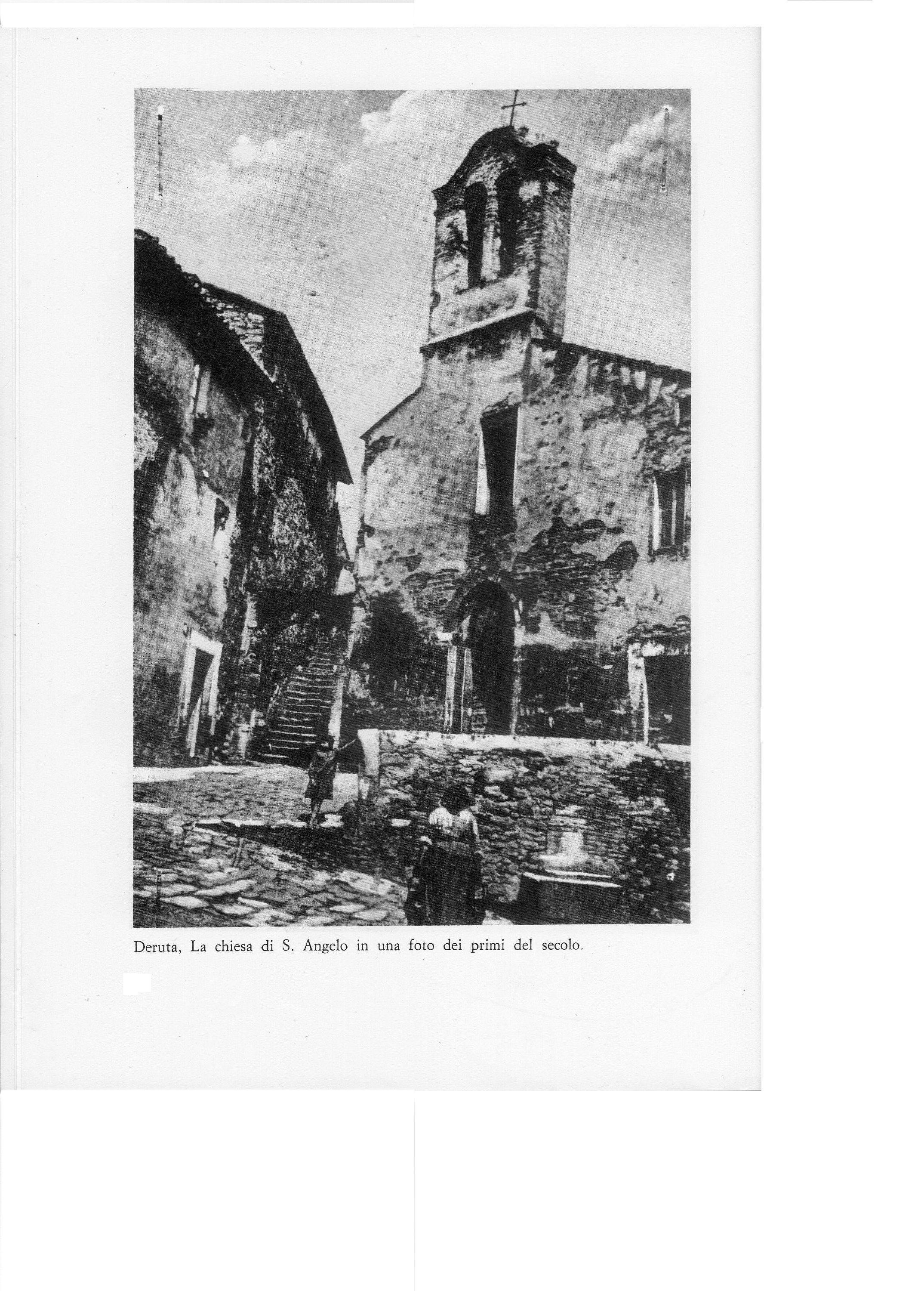
La Chiesa di Sant'Angelo in una foto d'epoca prima della sconsacrazione.
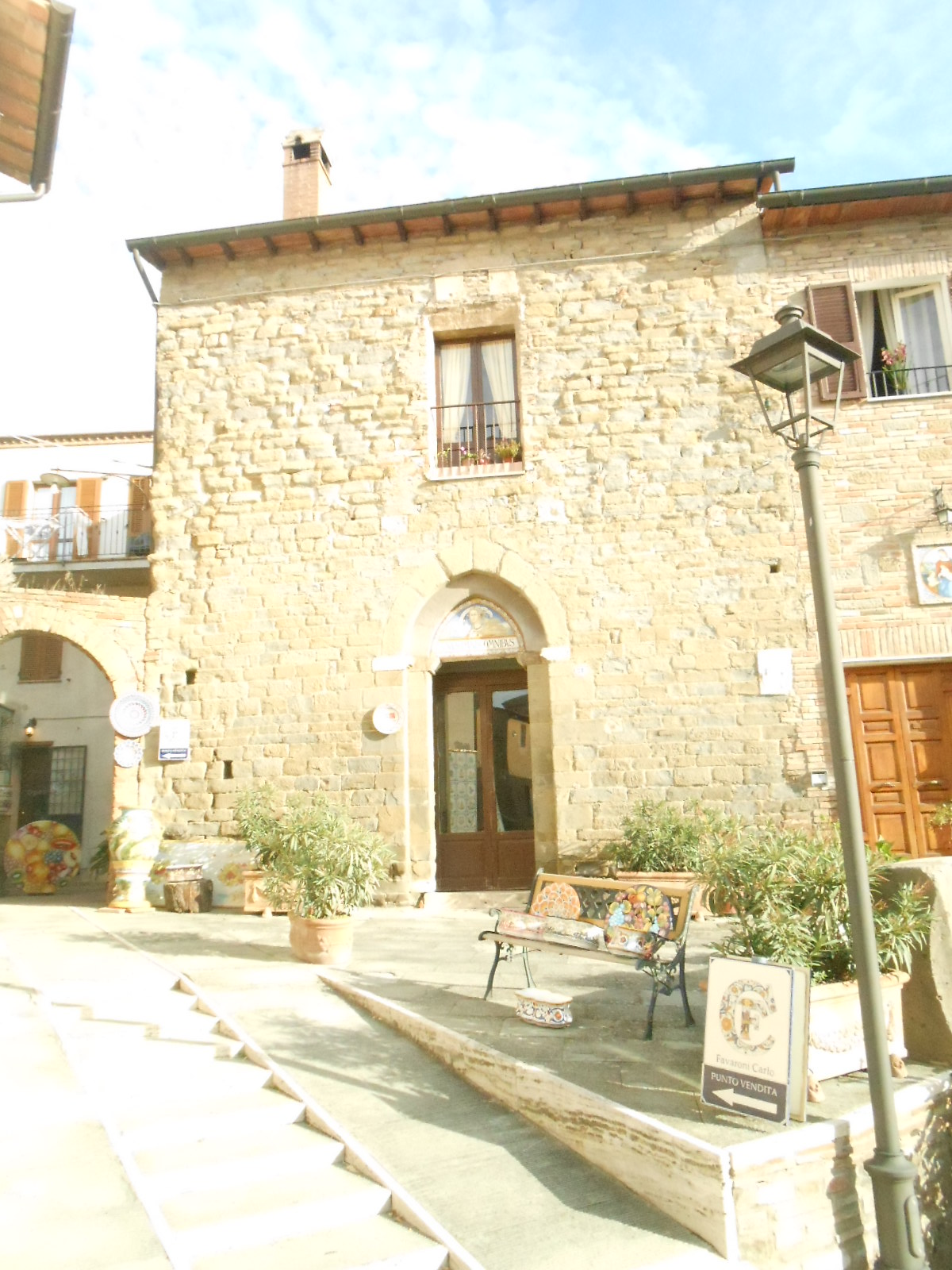
La Chiesa di Sant'Angelo dopo la sconsacrazione (attualmente).
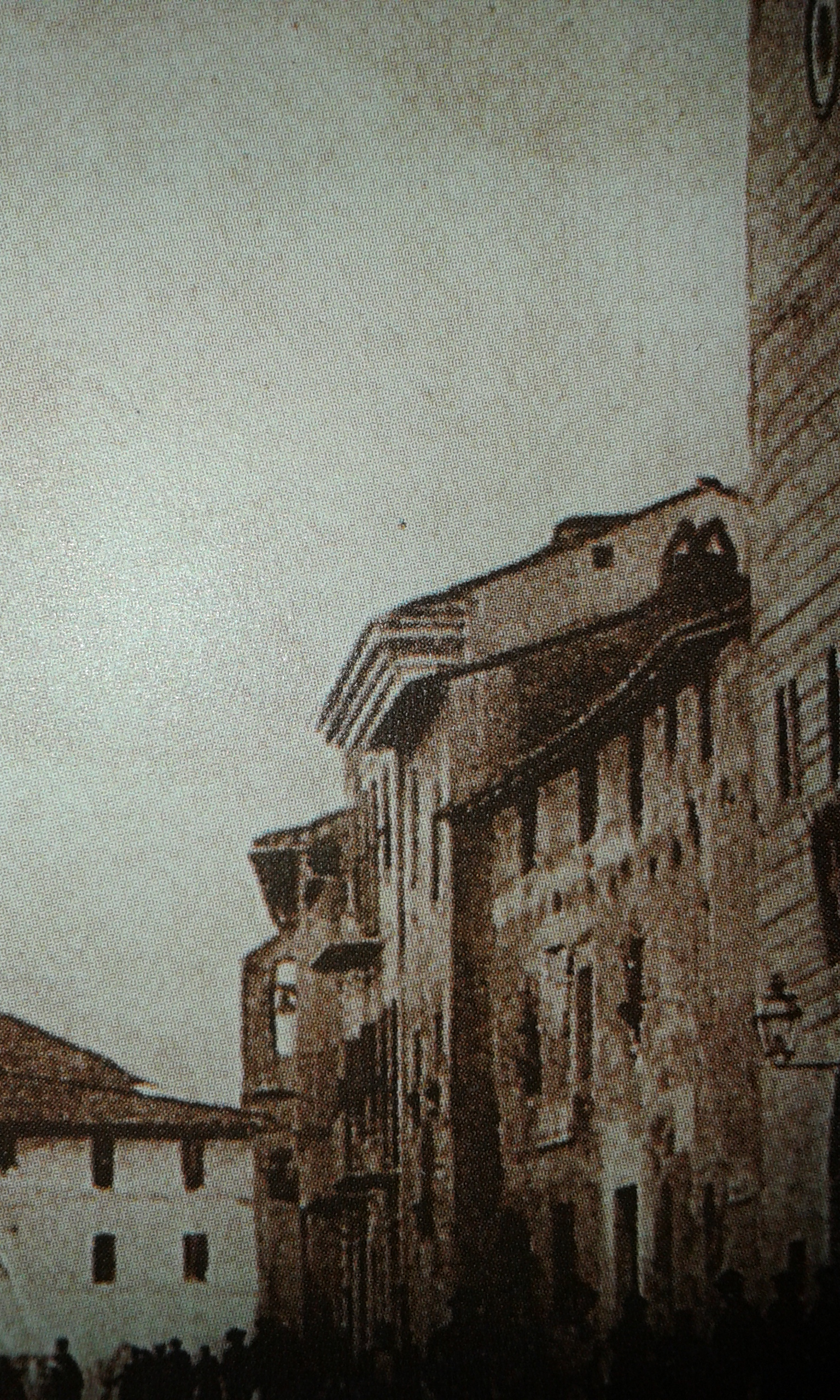
Particolare di una foto d'epoca raffigurante in fondo parte del campanile, ormai demolito, dell' ex Chiesa di Sant'Angelo.